# Ecodoppler carotídeo e vertebral
O Ecodoppler carotídeo e vertebral é um exame complementar de diagnóstico que utiliza os ultra-sons para estudar em tempo real a anatomia e circulação nas artérias carótidas e vertebrais (que fornecem sangue para o cérebro). 
Destina-se ao estudo do estado da parede arterial (pesquisa de estenoses por placas de aterosclerose) mas também avaliação do fluxo de sangue nas artérias carótidas e vertebrais, auxiliando no diagnóstico de doença aterosclerótica, aneurismas, angulações, dissecções, arterites e outras afecções que podem acometer as artérias carótidas e vertebrais. De modo indirecto, através do estudo da curva de velocidades doppler, podem ser avaliadas as resistências cerebrais. O exame está indicado, de modo preventivo em todo os indivíduos com mais de 50 anos,  nos pacientes que tenham sido vítimas de ataque isquémico transitório ou de acidente vascular cerebral, ou naqueles em se detectem sopros na região cervical,  ou estejam sob vigilância pacientes por antecedentes de estenose carotídea, angioplastia carotídea e endarterectomia.